# Женская волейбольная Евролига 2018
10-й розыгрыш женской волейбольной Евролиги — международного турнира по волейболу среди женских национальных сборных стран-членов ЕКВ — проходил с 19 мая по 17 июня 2018 года с участием 20 команд (12 — в Золотой лиге, 8 — в Серебряной лиге). Победителем Золотой лиги стала сборная Болгарии. В Серебряной лиге первенствовала сборная Швеции. 

## Команды-участницы
| Золотая лига                                                                                               | Серебряная лига                                                |
| --- | -------------------------------------------------------------- |
| Азербайджан Беларусь Болгария Венгрия Испания Португалия Словакия Украина Финляндия Франция Хорватия Чехия | Австрия Албания Грузия Израиль Косово Швейцария Швеция Эстония |

## Система розыгрыша
Впервые соревнования были проведены в двух дивизионах — Золотой и Серебряной лигах. На предварительном этапе команды были разделены на три (Золотая лига) и две (Серебряная лига) группы. В группах команды играли в два круга с разъездами. В финальный этап Золотой лиги вышли победители групп и хозяин финального турнира, в финальный этап Серебряной лиги — по две лучшие команды из групп. Решающие стадии обеих лиг были проведены по системе «финала четырёх» — полуфиналы и финалы за 3-е и 1-е места.
Первичным критерием при распределении мест в группах являлось общее количество побед. При равенстве этого показателя в расчёт брались соотношение партий, мячей, результаты личных встреч. За победы со счётом 3:0 и 3:1 команды получали по 3 очка, за победы 3:2 — по 2 очка, за поражения 2:3 — по 1 очку, за поражения 0:3 и 1:3 очки не начислялись.

## Золотая лига

### Предварительный этап

#### Группа А
| М | Команда     | 1       | 2       | 3       | 4       | И | В | П | С/П  | О  |
| - | ----------- | ------- | ------- | ------- | ------- | - | - | - | ---- | -- |
| 1 | Болгария    |         | 3:1 1:3 | 3:1 3:0 | 3:0     | 6 | 5 | 1 | 16:5 | 15 |
| 2 | Азербайджан | 1:3 3:1 |         | 3:1 3:0 | 3:1     | 6 | 5 | 1 | 16:7 | 15 |
| 3 | Украина     | 1:3 0:3 | 1:3 0:3 |         | 3:0 3:1 | 6 | 2 | 4 | 8:13 | 6  |
| 4 | Португалия  | 0:3     | 1:3     | 0:3 1:3 |         | 6 | 0 | 6 | 3:18 | 0  |

19 мая.  София.
Болгария — Португалия 3:0 (25:13, 25:18, 25:19).
19 мая.  Баку.
Азербайджан — Украина 3:1 (16:25, 25:19, 25:23, 28:26).
23 мая.  София.
Болгария — Украина 3:1 (32:34, 25:10, 25:22, 25:21).
23 мая.  Баку.
Азербайджан — Португалия 3:1 (24:26, 25:17, 25:14, 25:17).
26 мая.  Повуа-ди-Варзин.
Португалия — Украина 0:3 (22:25, 14:25, 13:25).
27 мая.  София.
Болгария — Азербайджан 3:1 (17:25, 25:17, 25:14, 25:21).
30 мая.  Ивано-Франковск.
Украина — Португалия 3:1 (25:19, 21:25, 25:22, 25:20).
30 мая.  Баку.
Азербайджан — Болгария 3:1 (25:20, 23:25, 25:21, 25:21).
2 июня.  Ивано-Франковск.
Украина — Болгария 0:3 (18:25, 20:25, 22:25).
2 июня.  Матозиньюш.
Португалия — Азербайджан 1:3 (20:25, 28:26, 11:25, 15:25).
6 июня.  Ивано-Франковск.
Украина — Азербайджан 0:3 (28:30, 21:25, 23:25).
6 июня.  Матозиньюш.
Португалия — Болгария 0:3 (17:25, 22:25, 25:27).

#### Группа В
| М | Команда   | 1       | 2       | 3       | 4       | И | В | П | С/П   | О  |
| - | --------- | ------- | ------- | ------- | ------- | - | - | - | ----- | -- |
| 1 | Финляндия |         | 3:1 2:3 | 0:3 3:1 | 3:0 3:1 | 6 | 4 | 2 | 14:9  | 13 |
| 2 | Венгрия   | 1:3 3:2 |         | 3:1 2:3 | 3:0     | 6 | 4 | 2 | 15:9  | 12 |
| 3 | Хорватия  | 3:0 1:3 | 1:3 3:2 |         | 3:1 1:3 | 6 | 3 | 3 | 12:12 | 8  |
| 4 | Франция   | 0:3 1:3 | 0:3     | 1:3 3:1 |         | 6 | 1 | 5 | 5:16  | 3  |

19 мая.  Сплит.
Хорватия — Финляндия 3:0 (25:21, 26:24, 25:19).
20 мая.  Будапешт.
Венгрия — Франция 3:0 (25:16, 25:19, 25:20).
23 мая.  Будапешт.
Венгрия — Хорватия 3:1 (26:24, 25:23, 23:25, 25:12).
23 мая.  Йювяскюля.
Финляндия — Франция 3:0 (25:18, 25:13, 25:21).
26 мая.  Тампере.
Финляндия — Венгрия 3:1 (25:19, 23:25, 25:16, 25:19).
26 мая.  Сплит.
Хорватия — Франция 3:1 (25:19, 25:21, 18:25, 27:25).
30 мая.  Турку.
Финляндия — Хорватия 3:1 (25:18, 24:26, 25:15, 25:19).
30 мая.  Вандёвр-ле-Нанси.
Франция — Венгрия 0:3 (23:25, 18:25, 19:25).
2 июня.  Сплит.
Хорватия — Венгрия 3:2 (23:25, 25:23, 25:15, 19:25, 15:9).
2 июня.  Вандёвр-ле-Нанси.
Франция — Финляндия 1:3 (14:25, 25:18, 14:25, 22:25).
6 июня.  Будапешт.
Венгрия — Финляндия 3:2 (25:20, 25:27, 21:25, 25:21, 15:11).
6 июня.  Вандёвр-ле-Нанси.
Франция — Хорватия 3:1 (25:18, 27:25, 23:25, 25:21).

#### Группа С
| М | Команда  | 1       | 2       | 3       | 4       | И | В | П | С/П   | О  |
| - | -------- | ------- | ------- | ------- | ------- | - | - | - | ----- | -- |
| 1 | Чехия    |         | 3:0 3:2 | 3:0 3:1 | 3:0     | 6 | 6 | 0 | 18:3  | 17 |
| 2 | Беларусь | 0:3 2:3 |         | 3:2 3:0 | 1:3 3:2 | 6 | 3 | 3 | 12:13 | 8  |
| 3 | Словакия | 0:3 1:3 | 2:3 0:3 |         | 3:1 3:2 | 6 | 2 | 4 | 9:15  | 6  |
| 4 | Испания  | 0:3     | 3:1 2:3 | 1:3 2:3 |         | 6 | 1 | 5 | 8:16  | 5  |

19 мая.  Попрад.
Словакия — Беларусь 2:3 (24:26, 25:18, 24:26, 25:21, 8:15).
19 мая.  Гвадалахара.
Испания — Чехия 0:3 (23:25, 21:25, 12:25).
23 мая.  Минск.
Беларусь — Словакия 3:0 (25:23, 25:19, 25:20).
23 мая.  Прага.
Чехия — Испания 3:0 (25:20, 25:16, 25:21).
26 мая.  Минск.
Беларусь — Испания 1:3 (21:25, 25:11, 23:25, 16:25).
26 мая.  Прага.
Чехия — Словакия 3:0 (25:17, 25:20, 25:19).
30 мая.  Братислава.
Словакия — Чехия 1:3 (25:16 16:25, 23:25, 18:25).
30 мая.  Вальядолид.
Испания — Беларусь 2:3 (23:25, 25:21, 22:25, 25:19, 9:15).
2 июня.  Йиндржихув-Градец.
Чехия — Беларусь 3:0 (25:18, 25:18, 25:21).
2 июня.  Вальядолид.
Испания — Словакия 1:3 (21:25, 17:25, 25:20, 27:29).
6 июня.  Минск.
Беларусь — Чехия 2:3 (21:25, 25:18, 25:19, 20:25, 12:15).
6 июня.  Левице.
Словакия — Испания 3:2 (25:17, 22:25, 23:25, 25:16, 15:6).

### Финал четырёх
14—15 июня 2018.  Будапешт
Участники:
 Венгрия 

 Болгария 

 Финляндия 

 Чехия

#### Полуфинал
14 июня
 Болгария —  Финляндия
3:0 (25:21, 25:13, 25:14).
 Венгрия —  Чехия
3:0 (25:21, 25:19, 25:19).

#### Матч за 3-е место
15 июня
 Чехия —  Финляндия
3:1 (25:17, 28:26, 25:27, 25:21).

#### Финал
| 15 июня 2018 | \| Болгария \| 3:0 cev.eu \| Венгрия \| \| Сильвана Чаушева (9) Гергана Димитрова (11) Нася Димитрова (7) Лора Китипова (4) Мария Каракашева (10) Христина Русева (8) Жана Тодорова (либеро) Моника Крастева Петя Баракова Мира Тодорова (3) \| Голы \| Река Блейхер Рената Шандор (1) Эстер Надь (1) Река Седмак (12) Грета Сакмари (8) Андреа Пинтер (3) Рита Молчаньи (либеро) Лилла Леко (либеро) Бернадетт Декань (3) Жужанна Талаш Анетт Немет (1) Эстер Пекарик Лилла Виллам (6) Кинга Сюч \| | Будапешт Спортивная арена имени Ласло Паппа 1800 зрителей |
| Счёт по партиям — 25:12, 27:25, 25:14. Время матча — 1 час 29 минут. Судьи: Нурпер Озбар, Богдан Стойка                                                                                           | | |
| Болгария | 3:0 cev.eu | Венгрия |
| Сильвана Чаушева (9) Гергана Димитрова (11) Нася Димитрова (7) Лора Китипова (4) Мария Каракашева (10) Христина Русева (8) Жана Тодорова (либеро) Моника Крастева Петя Баракова Мира Тодорова (3) | Голы | Река Блейхер Рената Шандор (1) Эстер Надь (1) Река Седмак (12) Грета Сакмари (8) Андреа Пинтер (3) Рита Молчаньи (либеро) Лилла Леко (либеро) Бернадетт Декань (3) Жужанна Талаш Анетт Немет (1) Эстер Пекарик Лилла Виллам (6) Кинга Сюч |

### Итоги

#### Положение команд
| Болгария          |
| Венгрия           |
| Чехия             |
| 4. Финляндия      |
| 5—6. Азербайджан  |
| 5—6. Беларусь     |
| 7—9. Хорватия     |
| 7—9. Украина      |
| 7—9. Словакия     |
| 10—12. Испания    |
| 10—12. Франция    |
| 10—12. Португалия |

Болгария и Венгрия квалифицировались в розыгрыш Кубка претендентов 2018.

#### Призёры
Болгария: Гергана Димитрова, Нася Димитрова, Кристиана Петрова, Веселина Григорова, Лора Китипова, Петя Баракова, Моника Крастева, Мира Тодорова, Христина Русева, Мария Каракашева, Жана Тодорова, Борислава Сайкова, Сильвана Чаушева, Александра Миланова (в матчах предварительного этапа также играла Добриана Рабаджиева). Главный тренер — Иван Петков.
  Венгрия: Грета Сакмари, Рита Молчаньи, Рената Шандор, Жужанна Талаш, Бернадетт Декань, Река Седмак, Лилла Виллам, Анетт Немет, Эстер Надь, Река Блейхер, Эстер Пекарик, Андреа Пинтер, Лилла Леко, Кинга Сюч (в матчах предварительного этапа также играла Фанни Бадьинка). Главный тренер — Ян де Брандт.
  Чехия: Андреа Коссаньова, Ева Годанова, Тизиана Баумрукова, Барбора Пурхартова, Катержина Валкова, Вероника Досталова, Михаэла Млейнкова, Люция Нова, Адела Хевальерова, Вероника Струшкова, Мария Тоуфарова, Катержина Голашкова, Габриэла Орвошова (в матчах предварительного этапа также играли Вероника Трнкова, Никола Ванькова, Габриэла Копачова, Ева Свободова). Главный тренер — Зденек Поммер.

#### Индивидуальные призы
| - MVP Мария Каракашева - Лучшая связующая Лора Китипова - Лучшие центральные блокирующие Христина Русева Лаура Пихлаямяки | - Лучшая диагональная нападающая Сильвана Чаушева - Лучшие нападающие-доигровщики Грета Сакмари Михаэла Млейнкова - Лучшая либеро Рита Молчаньи |

## Серебряная лига

### Предварительный этап

#### Группа А
| М | Команда   | 1       | 2       | 3       | 4   | И | В | П | С/П   | О  |
| - | --------- | ------- | ------- | ------- | --- | - | - | - | ----- | -- |
| 1 | Эстония   |         | 2:3 3:2 | 3:2 3:1 | 3:0 | 6 | 5 | 1 | 17:8  | 14 |
| 2 | Швеция    | 3:2 2:3 |         | 3:0 2:3 | 3:0 | 6 | 4 | 2 | 16:8  | 13 |
| 3 | Швейцария | 2:3 1:3 | 0:3 3:2 |         | 3:0 | 6 | 3 | 3 | 12:11 | 9  |
| 4 | Косово    | 0:3     | 0:3     | 0:3     |     | 6 | 0 | 6 | 0:18  | 0  |

19 мая.  Эркельюнга.
Швеция — Швейцария 3:0 (25:13, 26:24, 25:17).
20 мая.  Феризай.
Косово — Эстония 0:3 (8:25, 12:25, 17:25).
23 мая.  Раквере.
Эстония — Швейцария 3:2 (21:25, 25:17, 24:26, 25:18, 15:12).
23 мая.  Гьилани.
Косово — Швеция 0:3 (21:25, 23:25, 10:25).
26 мая.  Раквере.
Эстония — Швеция 2:3 (25:17, 25:18, 33:35, 20:25, 7:15).
26 мая.  Росмезон.
Швейцария — Косово 3:0 (25:14, 25:15, 25:17).
30 мая.  Нючёпинг.
Швеция — Эстония 2:3 (25:20, 18:25, 25:21, 25:27, 6:15).
30 мая.  Приштина.
Косово — Швейцария 0:3 (18:25, 20:25, 15:25).
2 июня.  Нючёпинг.
Швеция — Косово 3:0 (25:11, 25:15, 25:7).
3 июня.  Тоне.
Швейцария — Эстония 1:3 (25:21, 19:25, 17:25, 15:25).
6 июня.  Раквере.
Эстония — Косово 3:0 (25:15, 25:8, 25:17).
6 июня.  Шёненверд.
Швейцария — Швеция 3:2 (25:22, 25:15, 17:25, 21:25, 15:12).

#### Группа В
| М | Команда | 1       | 2       | 3       | 4       | И | В | П | С/П  | О  |
| - | ------- | ------- | ------- | ------- | ------- | - | - | - | ---- | -- |
| 1 | Австрия |         | 3:0 2:3 | 3:1     | 3:0 3:1 | 6 | 5 | 1 | 17:6 | 16 |
| 2 | Албания | 0:3 3:2 |         | 3:0 3:1 | 3:0     | 6 | 5 | 1 | 15:6 | 14 |
| 3 | Израиль | 1:3     | 0:3 1:3 |         | 3:1 0:3 | 6 | 1 | 5 | 6:16 | 3  |
| 4 | Грузия  | 0:3 1:3 | 0:3     | 1:3 3:0 |         | 6 | 1 | 5 | 5:15 | 3  |

19 мая.  Клагенфурт.
Австрия — Израиль 3:1 (25:21, 25:12, 20:25, 25:15).
20 мая.  Тбилиси.
Грузия — Албания 0:3 (16:25, 18:25, 22:25).
23 мая.  Раанана.
Израиль — Грузия 3:1 (25:21, 23:25, 25:20, 25:16).
23 мая.  Тирана.
Албания — Австрия 0:3 (18:25, 17:25, 21:25).
26 мая.  Тбилиси.
Грузия — Австрия 0:3 (17:25, 14:25, 14:25).
26 мая.  Раанана.
Израиль — Албания 0:3 (18:25, 16:25, 14:25).
30 мая.  Тирана.
Албания — Израиль 3:1 (25:23, 25:19, 27:29, 25:16).
30 мая.  Амштеттен.
Австрия — Грузия 3:1 (25:21, 25:16, 23:25, 25:16).
2 июня.  Энс.
Австрия — Албания 2:3 (25:21, 25:22, 19:25, 16:25, 11:15).
2 июня.  Тбилиси.
Грузия — Израиль 3:0 (25:21, 25:18, 25:22).
6 июня.  Тирана.
Албания — Грузия 3:0 (25:14, 25:13, 26:24).
6 июня.  Раанана.
Израиль — Австрия 1:3 (26:24, 17:25, 22:25, 16:25).

### Финал четырёх
16—17 июня 2018.  Нючёпинг
Участники:
 Швеция 

 Австрия 

 Албания 

 Эстония

#### Полуфинал
16 июня
 Швеция —  Албания
3:0 (25:14, 25:21, 25:21).
 Австрия —  Эстония
3:1 (21:25, 25:22, 26:24, 25:16).

#### Матч за 3-е место
17 июня
 Албания —  Эстония
3:0 (25:14, 25:17, 25:21).

#### Финал
17 июня
 Швеция —  Австрия
3:1 (25:23, 25:21, 16:25, 25:17).

### Итоги

#### Положение команд
| (13) Швеция            |
| (14) Австрия           |
| (15) Албания           |
| 4 (16). Эстония        |
| 5—6 (17—18). Швейцария |
| 5—6 (17—18). Израиль   |
| 7—8 (19—20). Грузия    |
| 7—8 (19—20). Косово    |

В скобках — места в общей классификации розыгрыша Евролиги-2018.

#### Призёры
Швеция: Тира Арескоуг, Фанни Охман, Линда Андерссон, Йонна Вассерфаллер, Жозефин Тегенфалк, Софи Сьоберг, Далила-Лилли Топич, Ребекка Лазич, Изабель Хок, Филиппа Ханссон, Диана Лундваль, Анна Хок (в матчах предварительного этапа также играли Изабель Реффел, Вильма Андерссон). Главный тренер — Гильермо Гальярдо.
  Австрия: Андреа Дувняк, Патриция Тойфль, Анна-Мария Байде, Софи Валльнер, Катарина Хольцер, Мария Эрупе, Сабрина Мюллер, Моника Хртянска, Виктория Дайзль, Линда Пайшль, Николина Марош, Срна Маркович, Дана Шмит, Нина Несимович. Главный тренер — Светлана Илич.
  Албания: Эрблира Бичи, Эсмеральда Туци, Цезарина Джека, Синди Марина, Арьола Пренга, Сава Така, Фатбарда Пицаку, Джозафа Сейфуллаи, Артиола Реджепи, Йоана Куши, Амарилда Сийони, Мальвина Туци, Ливия Шехи, Изабела Додани. Главный тренер — Алтин Мартири. 

#### Индивидуальные призы
| - MVP Изабель Хок - Лучшая связующая Жозефин Тегенфалк - Лучшие центральные блокирующие Сава Така Нина Несимович | - Лучшая диагональная нападающая Изабель Хок - Лучшие нападающие-доигровщики Арьола Пренга Анна Хок - Лучшая либеро Софи Валльнер |